# Gilbert (cratera marciana)

Gilbert é uma vasta cratera marciana localizada no sul do planeta na região de Promethei Terra. É uma das várias grandes crateras nesse planalto intensamente impactado. Seu nome foi escolhido em 1973 em honra ao geólogo americano Grove Karl Gilbert.